# خواكين بنوا
خواكين بنوا هو لاعب كرة قاعدة دومينيكاني، ولد في 26 يوليو 1977 في سانتياغو دي لوس كاباليروس في جمهورية الدومينيكان.

## وصلات خارجية
- خواكين بنوا على موقع دوري كرة القاعدة الرئيسي (الإنجليزية)
- خواكين بنوا على موقعبيزبول رفرنس.كوم (الدوري الرئيسي) (الإنجليزية)
- خواكين بنوا على موقعبيزبول رفرنس.كوم (الدوري الثانوي) (الإنجليزية)
- خواكين بنوا على موقع إي إس بي إن.كوم (أم.أل.بي) (الإنجليزية)
- خواكين بنوا على موقع مشجعي الرسوم البيانية (الإنجليزية)